# ホッカイドルニス
ホッカイドルニス（学名：Hokkaidornis、和名：ホッカイドウムカシオオウミウ）は、1987年に北海道網走市で化石が発見されたプロトプテルム科の鳥類。約2500万年前（古第三紀漸新世）に生息した潜水性の海鳥であり、飛翔能力を持たない。現生のコウテイペンギンと比較して大型であり、体長130センチメートル、全長170センチメートルに達する。

## 発見と命名
ホッカイドルニスの化石は、北海道網走市の卯原内川の河畔に露出した灰色〜灰白色の無構造細粒砂岩から発見された。この砂岩は上部漸新統から下部中新統のトコロ層に属し、本層と対比される津別層・モラワン層・本別沢層の絶対年代から、本標本が由来する砂岩の年代は約2400万年前から2900万年前（後期漸新世）のものとして推定されている。
ホッカイドルニスは Sakurai et al. (2008) により命名された。属名は北海道島とギリシア語で「鳥」を意味する ornis に由来する。タイプ種ホッカイドルニス・アバシリエンシス（Hokkaidornis abashiriensis）の種小名は網走市に由来する。

## 特徴
ホッカイドルニスはプロトプテルム科でも最大級の属であり、Copepteryx hexerisに匹敵する。ホッカイドルニスをプロトプテルム科に分類する根拠としては、上腕骨体が平坦化しており遠位端がウミスズメ科のものに類似すること、手根中手骨が短く扁平で第I中手骨が長く伸びること、烏口骨体が直線状に伸びること、肩甲骨が非常に薄く、ブレードが拡張し、肩峰が長いこと、大腿骨がヘビウ科のものに類似すること、足根中足骨が短く、遠位の孔が滑車間切痕と連続することなどが挙げられる。
ホッカイドルニスは、烏口骨の胸骨-烏口骨突起がより角ばっている点でコペプテリクスやトンサラと異なる。上腕骨は遠位顆の形状と配置が他の全てのプロトプテルム科と異なっており、また上腕骨体はコペプテリクスのものよりもくびれ、かつトンサラのものよりも細長い。手根中手骨はコペプテリクスのものよりも短く、大腿骨はトンサラのものよりも頑強であり、大腿骨頭の傾きはコペプテリクスよりも丸みを帯びる。足根中足骨はフォカビスのものよりも頑強であり、細長くない。タイプ種以外の種が発見されていないため、種レベルの標徴形質は定められていない。

## 古環境
ホッカイドルニスの化石が産出したトコロ層の砂岩からは、二枚貝のPeriploma yokoyamaiと Yoldia sp.、腹足綱のTurritella sp.、掘足綱のDentalium sp. などの軟体動物化石が産出している。このことから、ホッカイドルニスの生息環境は当時浅海域であったことが示唆される。